# Shōgo Shimohata
Shōgo Shimohata (japanisch 下畠 翔吾 Shimohata Shōgo; * 8. Mai 1992 in Moriyama) ist ein japanischer Fußballspieler.

## Karriere
Shimohata erlernte das Fußballspielen in der Jugendmannschaft von Kyoto Sanga FC. Hier unterschrieb er 2011 auch seinen ersten Profivertrag. Der Verein aus Kyōto spielte in der zweiten japanischen Liga, der J2 League. 2011 erreichte er das Finale des Kaiserpokal. Die Saison 2012 wurde er an den Drittligisten Sagawa Printing ausgeliehen. 2013 kehrte er zu Kyoto zurück. Für den Verein absolvierte er 94 Ligaspiele. 2020 wechselte er zum Drittligisten Iwate Grulla Morioka. Für den Verein aus Morioka absolvierte er sieben Drittligaspiele. Im Februar 2021 unterzeichnete er einen Vertrag beim Porvenir Asuka. Der Verein spielt in der fünften Liga, der Kansai Soccer League (Div.1).

## Erfolge
Kyoto Sanga FC
- Kaiserpokal

Finalist: 2011